# Serbonnes
Serbonnes (francouzská výslovnost: [sɛʁbɔn]) je obec v departamentu Yonne v Burgundsku-Franche-Comté v severostřední Francii.

## Významné osobnosti
Raymond Janot, národní francouzská politická osobnost, byl starostou Serbonnes v letech 1947 až 1971.

## Populace
| Rok  | Počet obyvatel | ±%      |
| ---- | -------------- | ------- |
| 1968 | 282            | —       |
| 1975 | 269            | −0,67 % |
| 1982 | 273            | +0,21 % |
| 1990 | 383            | +4,32 % |
| 1999 | 454            | +1,91 % |
| 2007 | 529            | +1,93 % |
| 2012 | 578            | +1,79 % |
| 2017 | 678            | +1,61 % |